# Propaganda capitalista
Propaganda capitalista é a promoção do capitalismo, muitas vezes através dos meios de comunicação social, educação ou outras instituições, principalmente pela elite política e privada dominante. A propaganda capitalista é comumente empregada em países capitalistas para manter a hegemonia cultural do capitalismo, posicionando-o como o sistema supremo e único válido, eliminando visões opostas e dissidentes e retratando perspectivas e países não capitalistas como comparativamente incompetentes e inferiores, reforçando assim o capitalismo como a ideologia dominante. A propaganda capitalista pode ter efeitos psicológicos duradouros que permanecem em uma população mesmo que o governo oficial do povo não seja mais capitalista, o que pode produzir instabilidade política e revolta. O termo propaganda capitalista tem sido usado pelo menos desde o início do século XX para descrever como a propaganda é usada pela classe capitalista para doutrinar os trabalhadores a agir contra seus próprios interesses.

## Uso do termo
A Trade Union Unity League, uma organização sindical global do Partido Comunista dos Estados Unidos fundada em 1929, foi alvo de uma "Investigação da Propaganda Comunista" do governo dos EUA em 1930, na qual seus objetivos e ideologias foram delineados como uma exposição ou exemplo em sua investigação. Dentro deste relatório, a organização usou o termo propaganda capitalista várias vezes. A Trade Union Unity League dedicou uma seção à "Opressão dos Negros" e descreveu como os afro-americanos eram "a seção mais amargamente explorada e oprimida da classe trabalhadora estadunidense" porque eles tinham que aceitar as piores condições de trabalho e os empregos com salários mais baixos, além de uma cultura de linchamento e das Jim Crowism, que incluíam a segregação e a privação de direitos políticos. A organização então escreveu como "os padrões de vida da classe trabalhadora, apesar dos enormes aumentos na produtividade industrial e apesar de toda a propaganda capitalista em contrário, tendem a declinar".
Mais adiante no relatório, a organização descreve como a Federação Americana do Trabalho trabalhou contra os interesses da classe trabalhadora, apesar de sua aparência, porque "eles vendem e são fura-greves; envenenam as mentes dos trabalhadores com propaganda capitalista", e defendem de outra forma os interesses da classe capitalista, apesar de serem uma federação de sindicato de trabalhadores. Outra seção sobre "Contra a Racionalização Capitalista" descreveu a posição da organização sobre a racionalização da ideologia do capitalismo, como segue:
Este sistema monstruoso de exploração está literalmente consumindo os trabalhadores na louca corrida mundial de todas as nações capitalistas por cada vez mais e mais produção às custas dos trabalhadores e em benefício dos capitalistas. A racionalização capitalista piora profundamente todas as fases da vida dos trabalhadores. Inflige à classe trabalhadora fardos e dificuldades muito maiores de excesso de trabalho, desemprego, baixos salários, longas horas, doenças, acidentes, trabalho infantil, superexploração das mulheres, expulsão de trabalhadores antigos da indústria, desorganização e degeneração sindical, propaganda capitalista venenosa, etc.
Reconhecendo o registro histórico, estudiosos contemporâneos continuam usando o termo para descrever o que Michael J. Vavrus se refere como uma campanha de propaganda capitalista de quase 150 anos de duração "para demonizar alternativas de economia política ao domínio do capitalismo corporativo".

## Propósitos

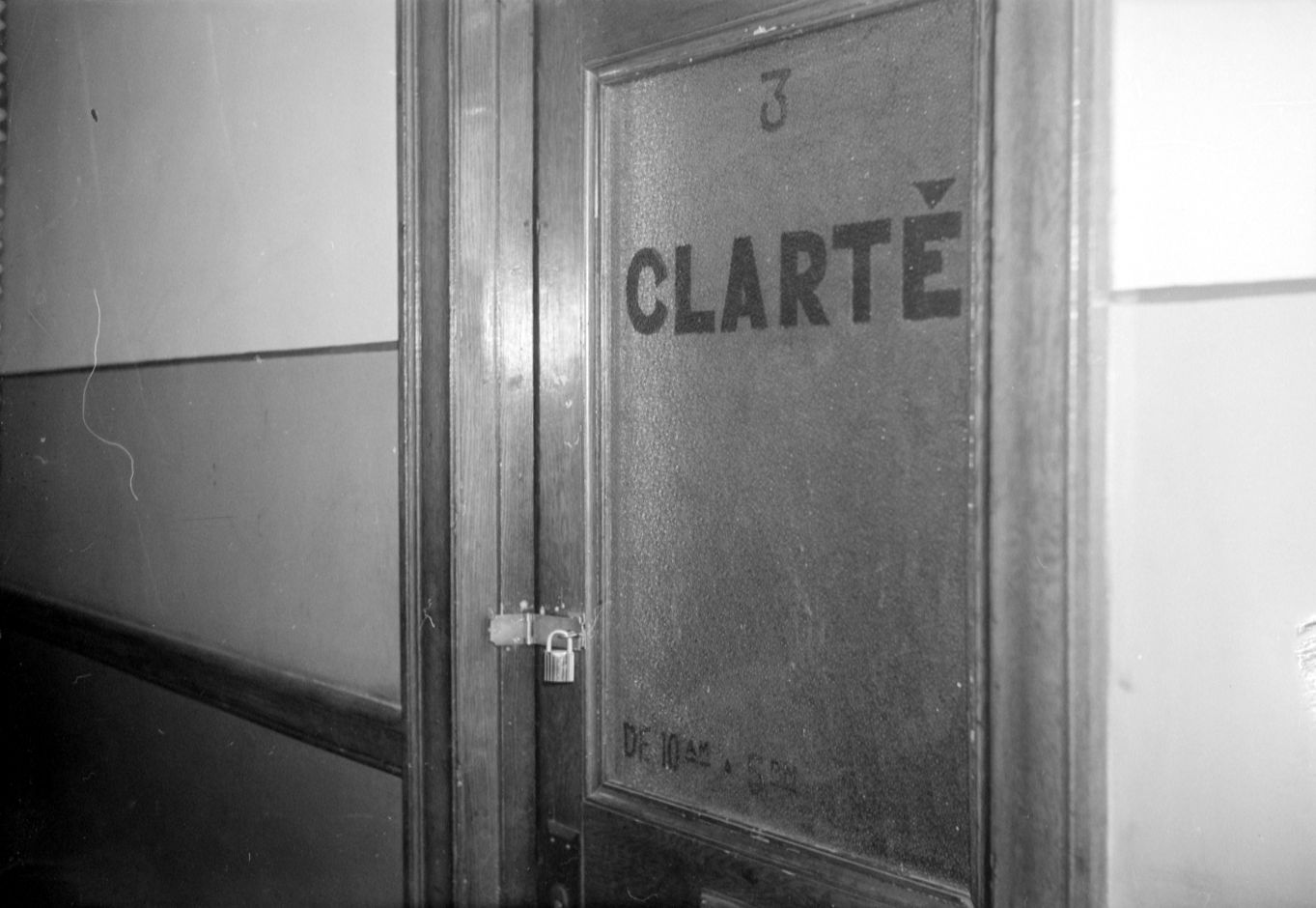
A porta do jornal La Clarté, um jornal comunista semanal, trancado com cadeado pela polícia em Montreal, Quebec, Canadá em 1937

### Hegemonia ideológica
O objetivo primordial da propaganda capitalista é manter a hegemonia ideológica, ou seja, a capacidade de qualquer classe dominante ter seus interesses refletidos “como o interesse comum de todos os membros da sociedade, colocados em uma forma ideal”, de modo que seus interesses sejam universalizados como os únicos válidos. O filósofo Antonio Gramsci argumentou que “é necessário estabelecer a hegemonia ideológica para manter a continuidade do capitalismo” e que esse é o papel da propaganda capitalista. A elite política e privada dominante, que controla instituições como a educação e a mídia de massa, exclui e elimina visões opostas, o que permite que a propaganda capitalista opere em um nível quase invisível nos países capitalistas enquanto é aplicada em todos os níveis, muitas vezes passando completamente despercebida e desmarcada.
Na mídia em todos os países capitalistas, como os Estados Unidos, “visões socialistas são excluídas do discurso público estadunidense” e o capitalismo é retratado como um sistema econômico que é simplesmente “igualado por definição com democracia política, liberdade e patriotismo”, escreve o estudioso de estudos de mídia Donald Lazare. A propaganda capitalista é "reforçada pelo mantra de que não há alternativa, [o que] garante que quaisquer questões relativas a realidades econômicas (alternativas) sejam consideradas secundárias, incidentais, indulgentes e, em última análise, redundantes". Como descreve o estudioso Jason Lee, "a propaganda capitalista funcionou tão bem que a maioria das pessoas, da esquerda e da direita, acham inconcebível que qualquer outro sistema exista, e esse é o objetivo da ideologia".
A propaganda capitalista foi determinada a ser realizada pela elite privada e política com o objetivo de manter sua própria riqueza e poder na sociedade. Como Guinevere Liberty Nell escreve em sua análise da propaganda capitalista e do discurso público, "numa economia de propriedade privada, a elite poderosa está no setor privado; e quando é o setor privado que sustenta os poderosos, é do seu próprio interesse promover o sistema de propriedade privada." Nell descreve que a propaganda capitalista é "usada para apoiar os ideais e normas que são necessários para ajudar a reforçar o sistema de propriedade privada e o lugar da elite nele" e que "mesmo aqueles que não pretendem se engajar na disseminação da propaganda capitalista pode fazê-la por causa de seu condicionamento na sociedade capitalista moderna".

## Técnicas

### Idealizar a mobilidade social sob o capitalismo
A propaganda capitalista foi identificada como promotora do individualismo através da idealização das condições de mobilidade social sob o livre mercado liberal ou capitalismo laissez-faire. Frases como "levantar a si mesmo pelas alças da própria bota" (do inglês pulling oneself up by the bootstraps ou bootstrapping) e ter a "mentalidade de fronteira" (frontier mentality) promovem a ideia de que passar da "pobreza à riqueza" através do individualismo robusto está disponível para todos os que trabalham duro o suficiente, ou o que de outra forma tem sido chamado de mito da meritocracia. Por exemplo, o empresário e personalidade de televisão Kevin O'Leary descreveu a pobreza absoluta de mais de 3,5 bilhões de pessoas sendo igual à riqueza de 85 das pessoas mais ricas como "notícia fantástica", já que foi "motivação" para se tornar um dos "1%".

### Retratar ideologias não capitalistas negativamente
A propaganda capitalista geralmente adota a técnica de retratar outras ideologias que não sejam capitalistas de forma negativa. Os estudiosos identificaram que a propaganda capitalista nos países ocidentais geralmente assume a forma de propaganda anticomunista ou antissocialista. O jornalista político Anthony Westell identifica uma "implacável [campanha de] propaganda antissocialista por capitalistas que temiam por sua própria riqueza e poder e, convenientemente, controlavam a maior parte da mídia de massa" nos países capitalistas. O político tcheco Jiří Hájek descreveu como "o socialismo está envolvido numa guerra perpétua de defesa contra uma propaganda capitalista que opera por meio de um sistema de falsos mitos psicologicamente comprovado, bem testado e tradicional".

### Retratar países não capitalistas negativamente

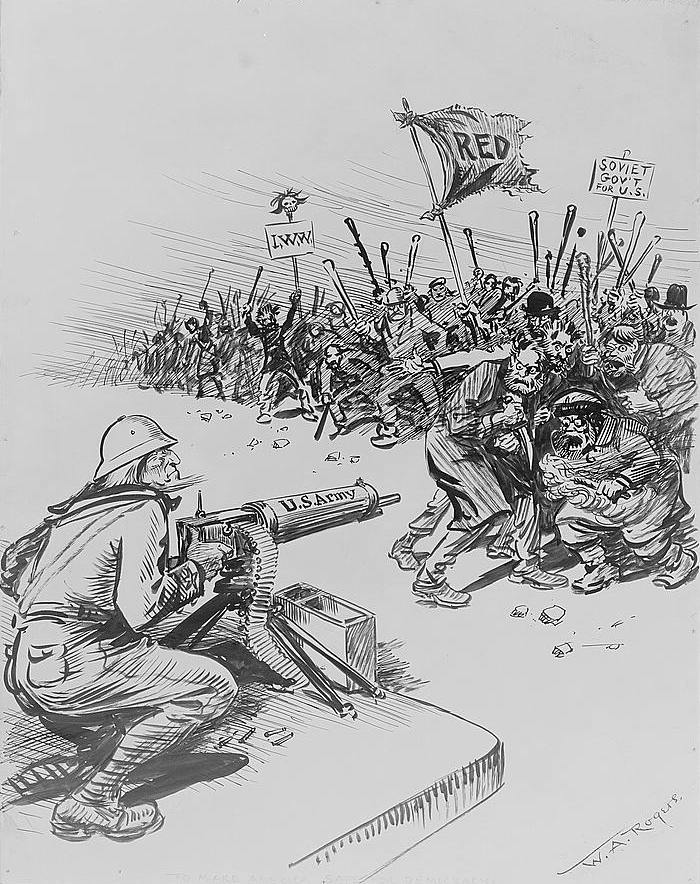
Cartaz anticomunista (1919) de William Allen Rogers no New York Herald, retratando um soldado do Exército dos EUA apontando uma metralhadora para uma multidão de "vermelhos" e "Wobblies" segurando cartazes em apoio ao comunismo e um "governo soviético para nós"

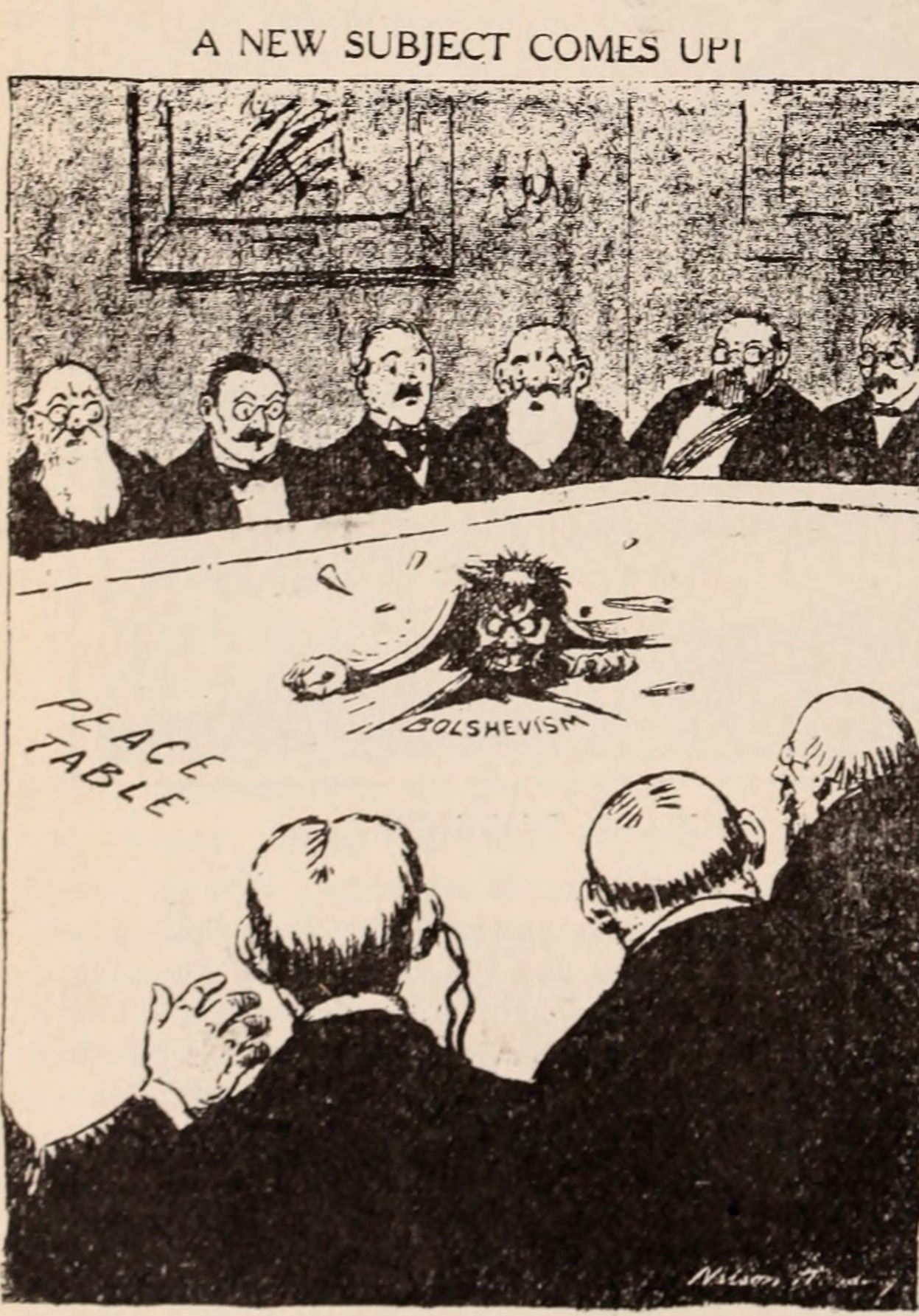
Um cartum político estadunidense que descreve as consequências da Revolução de Outubro nas conversações da Conferência de Paz de Paris em 1919

#### Na União Soviética
Após a Revolução de Outubro na União Soviética, a propaganda capitalista foi usada nos Estados Unidos, Canadá, Reino Unido e outros países para retratar o país e os líderes da revolução negativamente para o povo. Estudiosos identificaram que isso foi feito em grande parte por medo de que a revolução inspirasse revoltas semelhantes em seus próprios países.
Mike Pell em S. S. Utah, um livro banido em 1934, descreveu sucintamente a propaganda capitalista da seguinte forma: "Quando Camels anunciam seus cigarros, isso é propaganda para fazer você fumar Camels. Quando você vai ao cinema nos Estados Unidos e vê os montes se divertindo muito, isso é propaganda para fazer você entrar para a Marinha. Quando você lê a imprensa capitalista dizendo o quão podre é a União Soviética, isso é propaganda capitalista para enfurecê-lo contra a União Soviética. Entendeu?"
No Canadá, Tim Buck identificou como a elite canadense usou a propaganda capitalista na sequência da Revolução de Outubro para retratar a União Soviética negativamente para o povo canadense. Buck escreve que "a imprensa capitalista distorceu o significado da nacionalização de bancos e indústrias e se referiu a essas grandes reformas democráticas como 'trabalho de criminosos'". Buck escreve como "muitos trabalhadores e agricultores foram influenciados, mas muitos entre eles ficaram chocados com a propaganda antissoviética raivosa nos sermões que ouviam na igreja". Por exemplo, um bispo católico romano retratou Vladimir Lenin como uma "personificação física do diabo", que foi relatado como se fosse um fato nos jornais. Buck descreve como Lenin também foi retratado pela elite canadense como um agente do Império Alemão: "a propaganda capitalista foi dirigida em grande parte para confundir e intimidar o povo pela falsa pretensão de que Lenin era 'um agente alemão' cujo objetivo era entregar a Rússia nas mãos dos imperialistas alemães". Por exemplo, o Toronto Telegram informou que "a bandeira vermelha da Revolução Russa é prostituída em serviço como a bandeira da tirania alemã". O conservador canadense e o governo federal também implementaram medidas para suprimir as organizações de trabalhadores, a liberdade de associação e a liberdade de expressão.

### Promover o capitalismo como superior
A propaganda capitalista adotou a técnica de retratar o capitalismo ou o sistema de livre mercado como superior. Essa técnica é frequentemente associada à condenação de visões opostas e divergentes. O juiz da Suprema Corte dos Estados Unidos Lewis F. Powell Jr. defendeu "a educação empreendedora gratuita na televisão, rádio e outras mídias" para "vender" a ideia do capitalismo laissez-faire para as massas. Powell defendeu toda a reestruturação das organizações, ramos do governo e da cultura geral para acomodar os interesses dos capitalistas. Ao mesmo tempo, criticou "as faculdades de ciências sociais" nos campus universitários dos Estados Unidos, ao mesmo tempo em que encorajou a necessidade de reescrever livros didáticos e expandir "think tanks" conservadores para promover o capitalismo, projeto já empreendido por Leonard Read, que fundou a Foundation for Economic Education em 1946. Conforme descrito pelo estudioso Lawrence B. Glickman, "vender [capitalismo de livre mercado] significava contar (destacar as virtudes da livre iniciativa), mas também significava gritar (condenar aqueles que queriam prejudicá-lo). Na verdade, os dois não podiam ser separados, pois os críticos sempre pareciam estar ganhando espaço."
No Reino Unido, o alto desemprego na sequência da Revolução de Outubro preocupou a elite britânica, que estava ansiosa para evitar uma repetição da Revolução Russa em seu próprio país e uma virada para o comunismo. Materiais foram enviados à Liga Econômica, uma organização não governamental dedicada à vigilância de atividade anticapitalista, afirmando que "o que é necessário são alguns anos de propaganda capitalista como o melhor sistema que a engenhosidade humana pode conceber". A Liga respondeu colocando vários artigos em jornais, pagando a jornalistas para escrevê-los e financiando palestrantes, que eles chamavam de "grandes homens em todos os sentidos da palavra", para falar com o público britânico sobre economia em termos simplistas.

### Promover o capitalismo como a única opção viável
Os estudiosos Richard J. White e Colin C. Williams afirmam que "em um momento de crise econômica, ambiental e política neoliberal global, o capitalismo é apresentado como a menos pior opção da sociedade" por meio da propaganda. O professor Stephen Duncombe escreve que "os poderes constituídos não sustentam sua legitimidade convencendo as pessoas de que o sistema atual é a resposta. Essa ficção seria muito difícil de sustentar diante de tantas evidências em contrário. O que eles devem fazer, e o que sempre fizeram com muita eficácia, é convencer a massa de pessoas de que não há alternativa".

## Meios

### Meios de comunicação e entretenimento
Os meios de comunicação tem sido comumente descritos como a via de distribuição mais difundida da propaganda capitalista. A publicidade tem sido referida pelo teórico cultural Raymond Williams como "a arte oficial da sociedade capitalista moderna: é o que 'nós' colocamos nas 'nossas' ruas e usamos para preencher até metade dos 'nossos' jornais e revistas: e comanda os serviços talvez do maior corpo organizado de escritores e artistas, com seus respectivos gerentes e supervisores, em toda a sociedade".
Escritores como Ariel Dorfman e Armand Mattelart em Para leer al Pato Donald e Michael Real em Mass-Mediated Culture demonstram a difusão da propaganda capitalista nos meios de comunicação, como os quadrinhos da Disney e locais de entretenimento como a Disneylândia. Acadêmicos de meios de comunicação analisaram como a propaganda capitalista nos setores de mídia e entretenimento muitas vezes não é identificada. Donald Lazare questiona, enquanto uma "versão comunista fictícia da Disneylândia" ou um "noticiário de televisão socialista americano pode fazer com que os leitores riam do que percebem ser propaganda descarada" para o socialismo, "não é uma indicação de quão doutrinados fomos que não reconhecemos a Disneylândia real ou os noticiários comercializados como propaganda igualmente descarada para o capitalismo?".

#### Televisão
A televisão tem sido identificada como uma importante fonte de propaganda capitalista entre os estudos existentes. Como escreve a estudiosa Guinevere Liberty Nell, "a propaganda privada das empresas capitalistas pode ser vista em muitas formas de mídia, incluindo a televisão". Programas como O Preço Certo e Undercover Boss foram identificados como programas que perpetuam visivelmente uma visão de mundo capitalista. Sobre este último, Nell escreve que "o show, a princípio, pode parecer uma força positiva sobre a cultura corporativa, trazendo as necessidades dos trabalhadores à atenção da administração; na verdade, promove uma atitude submissa dos trabalhadores à administração, e se concentra na produtividade (e orgulho) dos trabalhadores da mesma forma que a propaganda soviética promovendo os 'stakhanovitas'".
Instituições como o Ad Council dos Estados Unidos foram identificadas como "uma agência de propaganda para o capitalismo corporativo" por causa de seu trabalho na defesa implícita do capitalismo, apesar de afirmar ser "não comercial, não denominacional, não partidária politicamente e não projetada para influenciar a legislação." Estima-se que as crianças estadunidenses recebam mais de 350 000 mensagens de propaganda para o capitalismo somente em comerciais de televisão até os dezoito anos.

### Museus e o estabelecimento de arte
Embora pareçam instituições "neutras" nos países capitalistas, os museus de arte e outros museus foram projetados para defender as crenças ideológicas da elite ou da classe capitalista. O estudioso de museologia Nicolas Lampert analisa como os museus nos países capitalistas formam, o que ele denomina, um complexo museu-industrial. Organizações como o Guerilla Art Action Group (GAAG) protestaram contra museus como o Museu de Arte Moderna (MOMA), onde retiraram da parede a obra Supremacist Composition: White on White, de Kazimir Malevich, sem intenção de prejudicar a obra, mas em vez disso, selecionando-a como um "local simbólico para apresentar [um] manifesto". O manifesto exigia que o MOMA "descentralizasse sua estrutura de poder" e afirmava que se a arte "deve ter alguma relevância hoje, [ela] deve ser tirada das mãos de uma elite e devolvida ao povo". O manifesto descreveu ainda como o establishment artístico (1) reprime e manipula artistas para criar e dizer principalmente apenas o que é "para o benefício de uma elite", (2) incentiva as pessoas a aceitar ou distrai de sua repressão pelo complexo militar/empresarial, e (3) funciona "como propaganda capitalista e do imperialismo em todo o mundo".

### Organizações nacionais
Organizações nacionais que promovem a propaganda capitalista e monitoram a atividade anticapitalista reprimindo pessoas que se opõem ao capitalismo existem para manter a hegemonia ideológica do capitalismo nos países capitalistas. Essas organizações são muitas vezes explicitamente fundadas e/ou recebem forte apoio financeiro e apoio da elite, que as usa para espalhar propaganda capitalista e desencorajar a dissidência. A Liga Econômica foi uma organização não-governamental (ONG) no Reino Unido dedicada a pesquisar e se opor a toda atividade anticapitalista, bem como financiar a propaganda capitalista. A organização manteve uma lista negra de anticapitalistas por décadas, que passou para membros corporativos que a usaram para examinar candidatos a emprego e negar empregos a pessoas com base em suas perspectivas ideológicas anticapitalistas.